# Les Jardins de Colette
 (janvier 2022).
Si vous disposez d'ouvrages ou d'articles de référence ou si vous connaissez des sites web de qualité traitant du thème abordé ici, merci de compléter l'article en donnant les références utiles à sa vérifiabilité et en les liant à la section « Notes et références ».

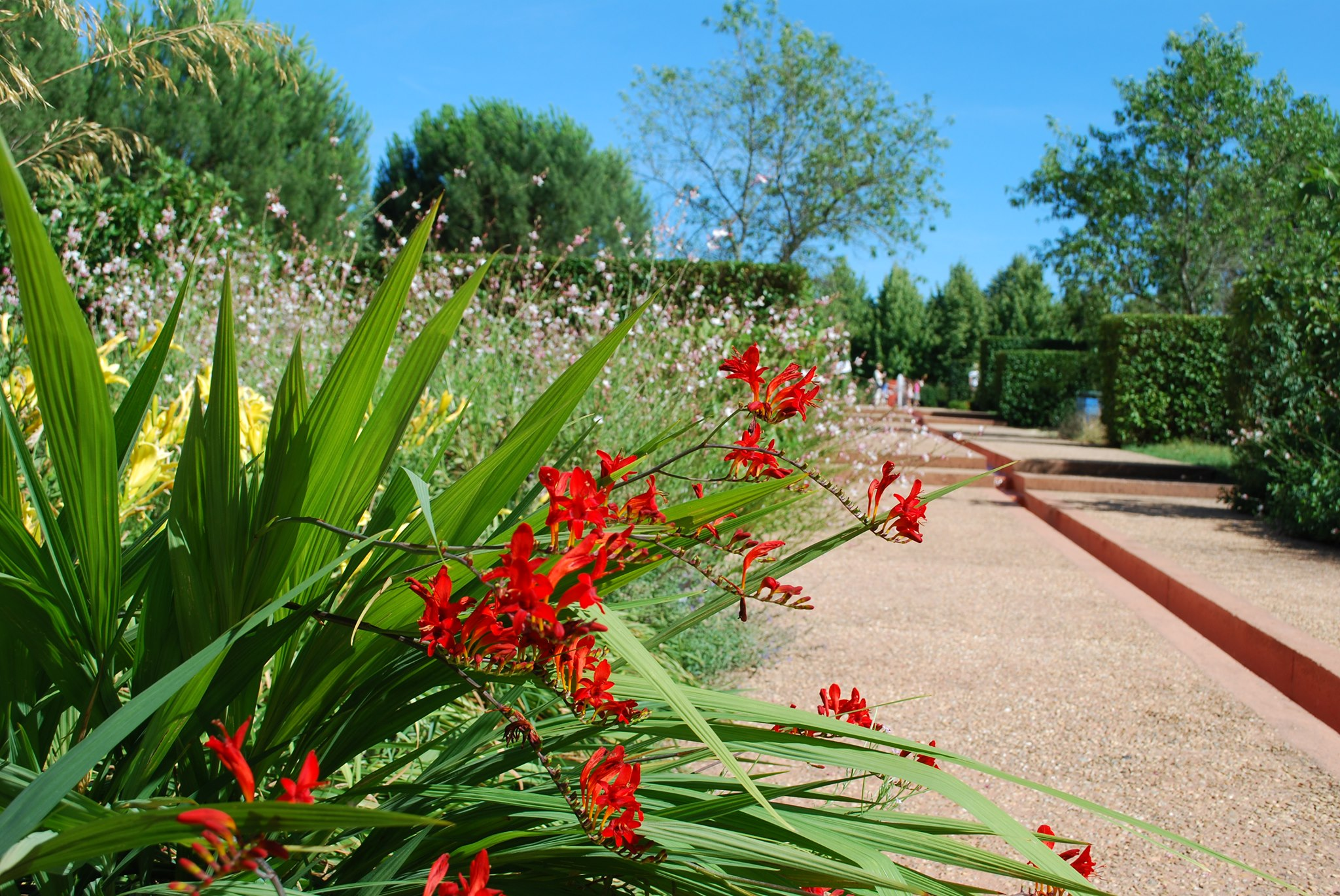
Les Jardins de Colette - Jardin de Provence

Les Jardins de Colette et son labyrinthe sont situés sur la commune française de Varetz dans le département de la Corrèze en région Nouvelle-Aquitaine. D’une superficie de près de 5 hectares, il est proche du château de Castel-Novel où vécut la romancière Colette.

## Naissance du Parc Floral
Créé par l’architecte paysagiste Anouk Debarre, à l’initiative de la communauté d'agglomération de Brive et la mairie de Varetz, le parc floral a ouvert ses portes au public en mai 2008. L’idée de la création de ce parc est de rendre hommage à l’écrivain Colette, qui a séjourné au château de Castel-Novel avec son deuxième mari Henry de Jouvenel de 1911 à 1923.

## Concept
Les Jardins se composent de six tableaux paysagers représentant six régions de France où Colette séjourna : du jardin de son enfance en Bourgogne jusqu’aux jardins du Palais-Royal à Paris où elle termine sa vie, en passant par la Franche-Comté, la Bretagne, la Corrèze et la Provence. Les végétaux sont choisis en fonction de l’œuvre littéraire de Colette et de la région qu’ils représentent. Ainsi chaque jardin offre un paysage différent.
Les Jardins de Colette abritent également un labyrinthe de 5 000 m2 en forme de papillon ainsi que des jeux géants taille XXL (dominos, mikados, cage à grelots...) pour profiter d'un moment de partage en famille ou entre amis.
De nombreuses animations ont lieu tout le long de la saison : Pâques, nocturnes de l'été, Halloween, nocturnes dans le labyrinthe... Les Jardins de Colette sont ouverts chaque année, des vacances de printemps aux vacances d'automne.
Le parc possède une aire de pique-nique et il est entièrement accessible aux personnes à mobilité réduite.